# Église Santo Sepolcro

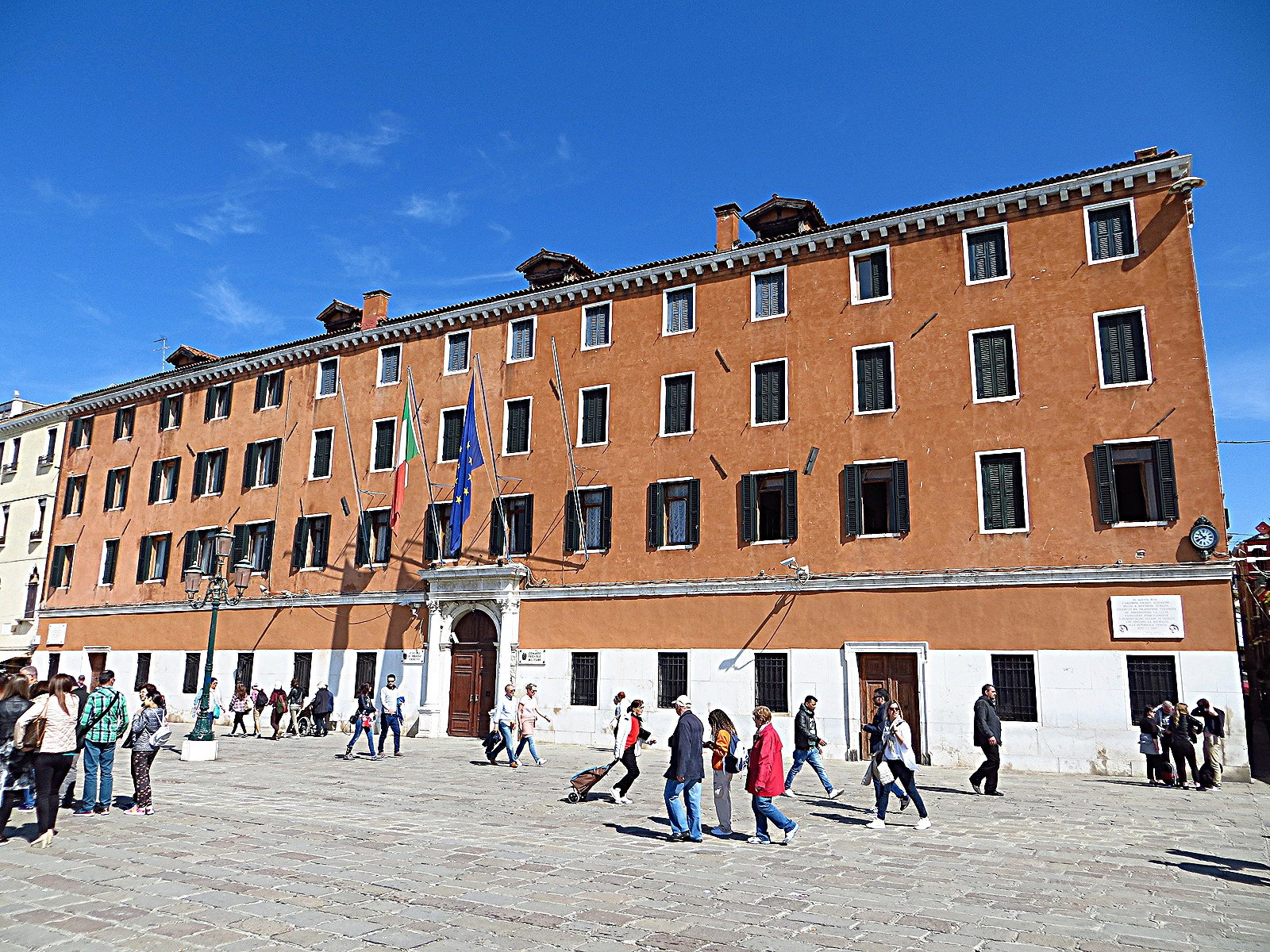
Foresteria dell'Esercito - Venezia

L'église du Saint-Sépulcre (chiesa e monasterio del Santo Sepolcro) fut une église catholique avec monastère de Venise, en Italie.

## Localisation
L'église était située dans le sestiere de Castello, sur la Riva degli Schiavoni près du Pont San Sepolcro.

## Historique
Au XVe siècle, Elena Celsi, veuve de Marco Vioni, lègue la moitié de ses biens aux pauvres et l'autre moitié à un hospice pour pèlerins désireux de se rendre en Palestine. Les exécuteurs testamentaires érigent d'abord près de San Giovanni in Bragora une chapelle, appelée Maria Vergine presentata al Tempio et ensuite l'agrandirent sous le nom d' église du Saint Sépulcre.
En 1471, Polissena Premarino et Beatrice Veniera, en fuite de Negroponte lors de son invasion, se réfugient dans la partie destinée aux femmes pauvres et convainquent en 1493 l'exécuteur testamentaire de convertir le refuge en monastère pour sœurs selon la troisième règle de l'Ordre Séraphique de Saint François, avec le soutien des nobles dames Orsola Usnago et Maria da Canale, à condition qu'une partie de l'endroit reste réservé au refuge des pauvres pèlerins.
Beatrice Veniera modifie la Chapelle en lui donnant la forme de l' église du Saint Sépulcre de Jérusalem, d'après une « vision » de la Bienheureuse Chiara Bugni, une des premières sœurs du monastère. Le 7 septembre 1499, le pape Alexandre VI consacre l'église qui est placée sous l' ordre des frères mineurs de l'observance de l'église San Francesco della Vigna.
À la suite de scandales dus à la vie en promiscuité, le pape remet la gestion entre les mains du patriarche de Venise Tommaso Donato (it), en 1546 Paul III les met sous la tutelle du légat apostolique et finalement Clément VIII les place sous la juridiction patriarcale.
L'église abrita sous l'autel le corps de Sainte Aurélie, ainsi que des ossements de Saint Hilaire, Saint Étienne, Saint Mercure(it) et Saint Méliton.
Le plus célèbre est un ossement de Saint André de Damas, moine à Jérusalem, puis archevêque de Candie, mort sur l'île de Mytilène.
Le 14 novembre 1582, l'église est consacrée sous la dénomination de Santo Sepolcro par Ambrogio Capizzi, archevêque d'Antiveri et primate de Serbie.
L'église et le couvent sont fermés en 1808, démolis et transformés en caserne.